# Psilopsiagon
Psilopsiagon là một chi chim trong họ Psittacidae.

## Các loài
- Psilopsiagon aurifrons
- Psilopsiagon aymara